# Molophilus ornithostylus
Molophilus ornithostylus är en tvåvingeart som beskrevs av Alexander 1981. Molophilus ornithostylus ingår i släktet Molophilus och familjen småharkrankar. Inga underarter finns listade i Catalogue of Life.